# Tournoi des Cinq Nations 1981
Navigation
Tournoi 1980 Tournoi 1982
Le Tournoi des Cinq Nations 1981 voit la victoire de la France sur son troisième Grand Chelem.
L'Irlande, dernière et sans victoire, remporte donc la Cuillère de bois.

## Classement
Légende :
J matches joués, V victoires, N matches nuls, D défaites
PP points pour, PC points contre, Δ différence de points PP-PC
Pts points de classement
(2 points pour une victoire, 1 point en cas de match nul, rien pour une défaite)
T Tenante du titre 1980.
| Rang | Équipes        | J | V | N | D | PP | PC | Δ   | Pts |
| ---- | -------------- | - | - | - | - | -- | -- | --- | --- |
| 1    | France         | 4 | 4 | 0 | 0 | 70 | 49 | +21 | 8   |
| 2    | Angleterre (T) | 4 | 2 | 0 | 2 | 64 | 60 | +4  | 4   |
| 2    | Écosse         | 4 | 2 | 0 | 2 | 51 | 54 | -3  | 4   |
| 2    | Pays de Galles | 4 | 2 | 0 | 2 | 51 | 61 | -10 | 4   |
| 5    | Irlande        | 4 | 0 | 0 | 4 | 36 | 48 | -12 | 0   |

- La France victorieuse avec un Grand Chelem possède la meilleure attaque ainsi que la plus grande différence de points.
- Bien que classée dernière, l'Irlande a la meilleure défense.

## Résultats
Les dix matches ont lieu le samedi :
| 17 janvier 1981, Paris    | France         | 16 - 9  | Écosse         |
| 17 janvier 1981, Cardiff  | Pays de Galles | 21 - 19 | Angleterre     |
| 7 février 1981, Dublin    | Irlande        | 13 - 19 | France         |
| 7 février 1981, Édimbourg | Écosse         | 15 - 6  | Pays de Galles |
| 21 février 1981, Cardiff  | Pays de Galles | 09 - 8  | Irlande        |
| 21 février 1981, Londres  | Angleterre     | 23 - 17 | Écosse         |
| 7 mars 1981, Paris        | France         | 19 - 15 | Pays de Galles |
| 7 mars 1981, Dublin       | Irlande        | 06 - 10 | Angleterre     |
| 21 mars 1981, Londres     | Angleterre     | 12 - 16 | France         |
| 21 mars 1981, Édimbourg   | Écosse         | 10 - 9  | Irlande        |

### Angleterre - France
Feuille de match du Crunch qui a lieu le dernier jour de la compétition :
| 21 mars 1981 | Angleterre                              | 12 - 16 (0-16) | France | Twickenham, Londres 62 000 spectateurs Arbitre : A Hosie |
| 21 mars 1981 | Pénalité(s) : 4 Rose 42e, 52e, 68e, 74e |                | Essai(s) : 2 Lacans 23e Pardo, 35e Transformation(s) : 1/2 G Laporte 23e Drop(s) : 2 G Laporte, 13e, 40e+1 | Twickenham, Londres 62 000 spectateurs Arbitre : A Hosie |
| 21 mars 1981 |                                         |                | | Twickenham, Londres 62 000 spectateurs Arbitre : A Hosie |

## Statistiques

### Meilleurs marqueurs
Classement des douze meilleurs marqueurs :
| Rang | Joueur           | Nation         | Points | Matches | Moyenne par match |
| 1    | Guy Laporte      | France         | 29     | 3       | 9,7               |
| 2    | Serge Gabernet   | France         | 17     | 3       | 5,7               |
| 3    | Marcus Rose      | Angleterre     | 12     | 1       | 12                |
| 4    | Gwyn Edwards     | Pays de Galles | 11     | 1       | 11                |
| 5    | Laurent Pardo    | France         | 10     | 0       | 5                 |
| 6    | Ollie Campbell   | Irlande        | 9      | 1       | 9                 |
| 7    | Roland Bertranne | France         | 5      | 1       | 5                 |
| 7    | Serge Blanco     | France         | 5      | 1       | 5                 |
| 7    | Pierre Lacans    | France         | 5      | 1       | 5                 |
| 7    | Hugo MacNeill    | Irlande        | 5      | 1       | 5                 |
| 7    | David Richards   | Pays de Galles | 5      | 1       | 5                 |
| 7    | John Rutherford  | Écosse         | 5      | 1       | 5                 |

## Composition de l'équipe victorieuse
Voir l'article : La France au Tournoi des Cinq Nations 1981.